# Championnats du monde de natation 1994
Navigation
Mondiaux 1991 Mondiaux 1998
Les 7èmes Championnats du monde de natation eurent lieu du 1er au 11 septembre 1994 à Rome (Italie).

## Tableau des médailles
| Place | Nation           | Médaille d'or | Médaille d'argent | Médaille de bronze | Total |
| ----- | ---------------- | ------------- | ----------------- | ------------------ | ----- |
| 1     | Chine            | 16            | 10                | 2                  | 28    |
| 2     | États-Unis       | 7             | 10                | 8                  | 25    |
| 3     | Russie           | 5             | 7                 | 5                  | 17    |
| 4     | Australie        | 5             | 3                 | 4                  | 12    |
| 5     | Hongrie          | 3             | 3                 | 4                  | 10    |
| 6     | Finlande         | 2             | 2                 | 0                  | 4     |
| 7     | Canada           | 1             | 2                 | 2                  | 5     |
| 8     | Espagne          | 1             | 2                 | 0                  | 3     |
| -     | Suède            | 1             | 2                 | 0                  | 3     |
| 10    | Allemagne        | 1             | 1                 | 6                  | 8     |
| 11    | Italie           | 1             | 0                 | 2                  | 3     |
| 12    | Pologne          | 1             | 0                 | 0                  | 1     |
| -     | Zimbabwe         | 1             | 0                 | 0                  | 1     |
| 14    | Japon            | 0             | 2                 | 1                  | 3     |
| 15    | Nouvelle-Zélande | 0             | 1                 | 2                  | 3     |
| 16    | Pays-Bas         | 0             | 1                 | 0                  | 1     |
| 17    | Belgique         | 0             | 0                 | 2                  | 2     |
| -     | Brésil           | 0             | 0                 | 2                  | 2     |
| -     | Costa Rica       | 0             | 0                 | 2                  | 2     |
| 20    | Lituanie         | 0             | 0                 | 1                  | 1     |
| -     | Mexique          | 0             | 0                 | 1                  | 1     |
| -     |                  | 45            | 46                | 44                 | 135   |

## Résultats

### Natation en grand bassin

#### Podiums hommes
| Épreuves                      | Or                                                                               | Argent                                                                                  | Bronze                                                                              |
| Nage libre                    | Nage libre                                                                       | Nage libre                                                                              | Nage libre                                                                          |
| ----------------------------- | -------------------------------------------------------------------------------- | --------------------------------------------------------------------------------------- | ----------------------------------------------------------------------------------- |
| 50 m                          | Alexander Popov (RUS) 22 s 17                                                    | Gary Hall Jr. (USA) 22 s 44                                                             | Majolis Raimundas (LTU) 22 s 52                                                     |
| 100 m                         | Alexander Popov (RUS) 49 s 12                                                    | Gary Hall Jr. (USA) 49 s 41                                                             | Gustavo Borges (BRA) 49 s 52                                                        |
| 200 m                         | Antti Kasvio (FIN) 1 min 47 s 32                                                 | Anders Holmertz (SWE) 1 min 48 s 24                                                     | Danyon Loader (NZL) 1 min 48 s 49                                                   |
| 400 m                         | Kieren Perkins (AUS) 3 min 43 s 80 – RM – RC                                     | Antti Kasvio (FIN) 3 min 48 s 55                                                        | Danyon Loader (NZL) 3 min 48 s 62                                                   |
| 1 500 m                       | Kieren Perkins (AUS) 14 min 50 s 52 – RC                                         | Daniel Kowalski (AUS) 14 min 53 s 42                                                    | Steffen Zesner (GER) 15 min 09 s 20                                                 |
| Dos                           |                                                                                  |                                                                                         |                                                                                     |
| 100 m                         | Martín López Zubero (ESP) 55 s 17                                                | Jeff Rouse (USA) 55 s 51                                                                | Tamás Deutsch (HUN) 55 s 69                                                         |
| 200 m                         | Vladimir Selkov (RUS) 1 min 57 s 42                                              | Martín López Zubero (ESP) 1 min 58 s 75                                                 | Royce Sharp (USA) 1 min 58 s 86                                                     |
| Brasse                        |                                                                                  |                                                                                         |                                                                                     |
| 100 m                         | Norbert Rózsa (HUN) 1 min 01 s 24                                                | Károly Güttler (HUN) 1 min 01 s 44                                                      | Fred Deburghgraeve (BEL) 1 min 01 s 79                                              |
| 200 m                         | Norbert Rózsa (HUN) 2 min 12 s 81                                                | Eric Wunderlich (USA) 2 min 12 s 87                                                     | Károly Güttler (HUN) 2 min 14 s 12                                                  |
| Papillon                      |                                                                                  |                                                                                         |                                                                                     |
| 100 m                         | Rafał Szukała (POL) 53 s 51                                                      | Lars Frölander (SWE) 53 s 65                                                            | Denis Pankratov (RUS) 53 s 68                                                       |
| 200 m                         | Denis Pankratov (RUS) 1 min 56 s 54                                              | Danyon Loader (NZL) 1 min 57 s 99                                                       | Chris-Carol Bremer (GER) 1 min 58 s 11                                              |
| Quatre nages                  |                                                                                  |                                                                                         |                                                                                     |
| 200 m                         | Jani Sievinen (FIN) 1 min 58 s 16 – RM – RC                                      | Gregory Burgess (USA) 2 min 00 s 86                                                     | Attila Czene (HUN) 2 min 01 s 84                                                    |
| 400 m                         | Tom Dolan (USA) 4 min 12 s 30 – RM – RC                                          | Jani Sievinen (FIN) 4 min 13 s 29                                                       | Eric Namesnik (USA) 4 min 15 s 69                                                   |
| Relais                        |                                                                                  |                                                                                         |                                                                                     |
| Relais 4 × 100 m nage libre   | États-Unis Jon Olsen Josh Davis Ugur Taner Gary Hall Jr. 3 min 16 s 90           | Russie Roman Chegolev Vladimir Predkin Vladimir Pishnenko Alexander Popov 3 min 18 s 12 | Brésil Fernando Scherer Teófilo Ferreira André Texeira Gustavo Borges 3 min 19 s 35 |
| Relais 4 × 200 m nage libre   | Suède Christer Wallin Tommy Werner Lars Frölander Anders Holmertz 7 min 17 s 74  | Russie Yurin Mukhin Vladimir Pishnenko Denis Pankratov Roman Chegolev 7 min 18 s 13     | Allemagne Andreas Szigat Christian Keller Oliver Lampe Steffen Zesner 7 min 19 s 10 |
| Relais 4 × 100 m quatre nages | États-Unis Jeff Rouse Eric Wunderlich Mark Henderson Gary Hall Jr. 3 min 37 s 74 | Russie Vladimir Selkov Vasili Ivanov Denis Pankratov Alexander Popov 3 min 38 s 28      | Hongrie Tamás Deutsch Norbert Rózsa Péter Horváth Attila Czene 3 min 39 s 47        |

#### Podiums femmes
| Épreuves                      | Or                                                                      | Argent                                                                                    | Bronze                                                                                          |
| Nage libre                    | Nage libre                                                              | Nage libre                                                                                | Nage libre                                                                                      |
| ----------------------------- | ----------------------------------------------------------------------- | ----------------------------------------------------------------------------------------- | ----------------------------------------------------------------------------------------------- |
| 50 m                          | Le Jingyi (CHN) 24 s 51 – RM – RC                                       | Natalia Mesheriakova (RUS) 25 s 10                                                        | Amy Van Dyken (USA) 25 s 18                                                                     |
| 100 m                         | Le Jingyi (CHN) 54 s 01                                                 | Lu Bin (CHN) 54 s 15                                                                      | Franziska van Almsick (GER) 54 s 77                                                             |
| 200 m                         | Franziska van Almsick (GER) 1 min 56 s 78 – RM – RC                     | Lu Bin (CHN) 1 min 56 s 89                                                                | Claudia Poll (CRC) 1 min 57 s 61                                                                |
| 400 m                         | Yang Aihua (CHN) 4 min 09 s 64                                          | Cristina Teuscher (USA) 4 min 10 s 21                                                     | Claudia Poll (CRC) 4 min 10 s 61                                                                |
| 800 m                         | Janet Evans (USA) 8 min 29 s 85                                         | Hayley Lewis (AUS) 8 min 29 s 94                                                          | Brooke Bennett (USA) 8 min 31 s 30                                                              |
| Dos                           |                                                                         |                                                                                           |                                                                                                 |
| 100 m                         | He Cihong (CHN) 1 min 00 s 57                                           | Nina Zhivanevskaya (RUS) 1 min 00 s 83                                                    | Barbara Bedford (USA) 1 min 01 s 72                                                             |
| 200 m                         | He Cihong (CHN) 2 min 07 s 40                                           | Krisztina Egerszegi (HUN) 2 min 09 s 10                                                   | Lorenza Vigarani (ITA) 2 min 10 s 92                                                            |
| Brasse                        |                                                                         |                                                                                           |                                                                                                 |
| 100 m                         | Samantha Riley (AUS) 1 min 07 s 69                                      | Guohong Dai (CHN) 1 min 09 s 26                                                           | Yuan Yuan (CHN) 1 min 10 s 19                                                                   |
| 200 m                         | Samantha Riley (AUS) 2 min 26 s 87                                      | Yuan Yuan (CHN) 2 min 27 s 38                                                             | Brigitte Becue (BEL) 2 min 28 s 85                                                              |
| Papillon                      |                                                                         |                                                                                           |                                                                                                 |
| 100 m                         | Liu Limin (CHN) 58 s 98                                                 | Qu Yun (CHN) 59 s 69                                                                      | Susan O'Neill (AUS) 1 min 00 s 11                                                               |
| 200 m                         | Liu Limin (CHN) 2 min 07 s 25                                           | Qu Yun (CHN) 2 min 07 s 42                                                                | Susan O'Neill (AUS) 2 min 09 s 40                                                               |
| Quatre nages                  |                                                                         |                                                                                           |                                                                                                 |
| 200 m                         | Lu Bin (CHN) 2 min 12 s 34                                              | Allison Wagner (USA) 2 min 14 s 40                                                        | Elli Overton (AUS) 2 min 15 s 26                                                                |
| 400 m                         | Dai Guohong (CHN) 4 min 39 s 14                                         | Allison Wagner (USA) 4 min 39 s 98                                                        | Kristine Quence (USA) 4 min 42 s 21                                                             |
| Relais                        |                                                                         |                                                                                           |                                                                                                 |
| Relais 4 × 100 m nage libre   | Chine Jingyi Le Shan Ying Le Ying Lu Bin 3 min 37 s 91 – RM – RC        | États-Unis Angel Myers Martino Amy Van Dyken Nicole Haislett Jenny Thompson 3 min 41 s 50 | Allemagne Franziska van Almsick Katrin Meissner Kerstin Kielgass Daniela Hunger 3 min 42 s 94   |
| Relais 4 × 200 m nage libre   | Chine Le Ying Yang Aihua Guanbin Zhou Lu Bin 7 min 57 s 96              | Allemagne Kerstin Kielgass Franziska van Almsick Julia Jung Dagmar Hase 8 min 01 s 37     | États-Unis Cristina Teuscher Jenny Thompson Janet Evans Nicole Haislett 8 min 03 s 16           |
| Relais 4 × 100 m quatre nages | Chine He Cihong Dai Guohong Liu Limin Jingyi Le 4 min 01 s 67 – RM – RC | États-Unis Lea Loveless Kristine Quance Amy van Dyken Jenny Thompson 4 min 06 s 50        | Russie Nina Zhivanevskaya Olga Prokhorova Svetlana Pozdeyeva Natalia Mesheriakova 4 min 06 s 70 |

### Natation synchronisée
| Épreuves | Or | Or      | Argent | Argent  | Bronze | Bronze  |
| -------- | --- | ------- | --- | ------- | --- | ------- |
| Solo     | Becky Dyroen-Lancer | 191,040 | Fumiko Okuno | 187,306 | Lisa Alexander | 186,826 |
| Duo      | Becky Dyroen-Lancer et Jill Sudduth | 187,009 | Fumiko Okuno et Miya Tachibana Lisa Alexander et Erin Woodley                                                                   | 186,259 | |         |
| Equipe   | États-Unis : Suzannah Bianco, Tammy Cleland, Becky Dyroen-Lancer, Jill Savery, Nathalie Schneyder, Heather Simmons-Carrasco, Jill Sudduth et Margot Thien | 185,884 | Canada : Lisa Alexander, Janice Bremner, Karen Clark, Carrie Daguerre, Karen Fonteyne, Kasia Kulesza, Cari Read et Erin Woodley | 183.263 | Japon : Raika Fujii, Akiko Kawase, Rei Jimbo, Fumiko Okuno, Miya Tachibana, Kaori Takahashi, Miho Takeda et Masayo Yajima | 183,215 |

### Plongeon
Homme
| Epreuves | Or                  | Argent              | Bronze                    |
| -------- | ------------------- | ------------------- | ------------------------- |
| 1 m      | Evan Stewart (ZIM)  | Lan Wei (CHN)       | Brian Earley (USA)        |
| 3 m      | Yu Zhuocheng (CHN)  | Dmitri Sautin (RUS) | Wang Tianling (CHN)       |
| 10 m     | Dmitri Sautin (RUS) | Sun Shuwei (CHN)    | Vladimir Timoshinin (RUS) |

Femme
| Epreuves | Or                | Argent            | Bronze                  |
| -------- | ----------------- | ----------------- | ----------------------- |
| 1 m      | Chen Lixia (CHN)  | Tan Shuping (CHN) | Annie Pelletier (CAN)   |
| 3 m      | Tan Shuping (CHN) | Vera Ilyina (RUS) | Claudia Böckner (GER)   |
| 10 m     | Fu Mingxia (CHN)  | Chi Bin (CHN)     | María José Alcalá (MEX) |

### Eau libre
Hommes
| Epreuves | Or                  | Argent            | Bronze                |
| -------- | ------------------- | ----------------- | --------------------- |
| 25 km    | Greg Streppel (CAN) | David Bates (AUS) | Aleksey Akatyev (RUS) |

Femmes
| Epreuves | Or                       | Argent            | Bronze                     |
| -------- | ------------------------ | ----------------- | -------------------------- |
| 25 km    | Melissa Cunningham (AUS) | Rita Kovács (HUN) | Shelley Taylor-Smith (AUS) |

### Water-polo
| Épreuves | Or      | Argent   | Bronze |
| -------- | ------- | -------- | ------ |
| Hommes   | Italie  | Espagne  | Russie |
| Femmes   | Hongrie | Pays-Bas | Italie |